# Comando carabinieri per la tutela agroalimentare

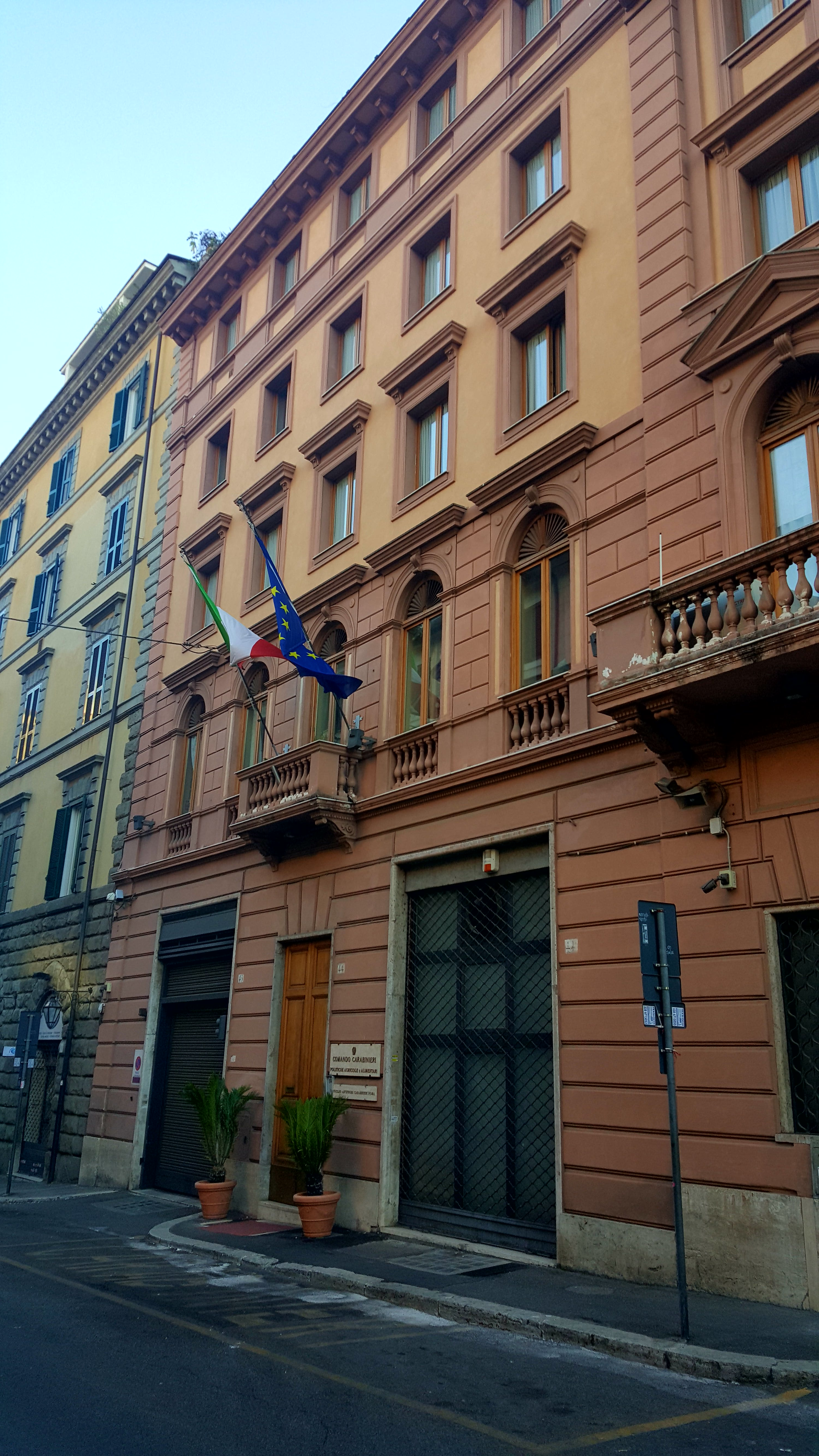
Sede del Nucleo di Coordinamento Operativo a Roma, Via Torino 44

Il Comando Carabinieri per la Tutela Agroalimentare è un reparto dell’Arma dei Carabinieri, che opera nel settore dell’agricoltura, dell'agroalimentare e della pesca, con compiti in materia di sicurezza alimentare e di tutela del consumatore.
Nasce nel febbraio 2018  per riconfigurazione del Comando carabinieri politiche agricole e alimentari.

## Storia
Istituito il 5 dicembre 1994 col nome di "Carabinieri tutela norme comunitarie e agroalimentari", ha assunto la denominazione di "Comando carabinieri politiche agricole e alimentari" con d.P.R. del 9 gennaio 2008, n. 18. Opera su tutto il territorio nazionale e, se necessario, anche all'estero nel rispetto delle vigenti disposizioni di legge.
Il Comando, ferma restando la sottoposizione gerarchica al Ministero della difesa - Arma dei Carabinieri, segue le direttive del Ministero delle politiche agricole alimentari e forestali ai sensi del D.M. 2 dicembre 1997, sotto cui è posto in dipendenza funzionale.
Dal 2017 è inquadrato nel Comando unità per la tutela forestale, ambientale e agroalimentare.
Dal 2019 il Comando è "Action leader" del tavolo di lavoro sul contrasto delle frodi nel settore lattiero-caseario.

## Funzioni
Il Comando opera nel contrasto alle frodi agroalimentari e svolge controlli straordinari su:
- erogazione e percepimento degli aiuti comunitari nel settore agroalimentare, della pesca e della acquacoltura;
- operazioni di ritiro e vendita di prodotti agroalimentari, ivi compresi gli aiuti a Paesi in via di sviluppo e indigenti.

Svolge inoltre controlli specifici sulla regolare applicazione dei regolamenti comunitari e concorre nell'attività di prevenzione e repressione delle frodi nel settore agroalimentare coordinandosi con l'ICQRF.
Altri settori di intervento sono:
1. Aiuti agli indigenti;
2. Aiuti ai paesi in via di sviluppo;
3. Agriturismi;
4. Conserviero;
5. Lattiero caseario;
6. Oleario;
7. Tabacco;
8. Zootecnia;
9. Biologico;
10. Seminativi;
11. Ippica e scommesse

Nello svolgimento di tali compiti, il reparto può effettuare accessi e ispezioni avvalendosi dei poteri previsti dalle norme vigenti per l'esercizio delle proprie attività istituzionali.
Tra i servizi resi, il Comando pone a disposizione del cittadino un numero verde 800 020320, in funzione 24 su 24 a cui inviare eventuali segnalazioni anche anonime.

## Organizzazione

### Politiche agricole e alimentari
Il Comando carabinieri politiche agricole e alimentari, istituito nel 1994, e fino a quel momento compreso nel Comando della Divisione Unità Specializzate dell'Arma, dal 25 ottobre 2016 passava alle dipendenze del nuovo Comando unità per la tutela forestale, ambientale e agroalimentare.
Veniva articolato su:
- un Nucleo Comando con sede a Roma
- un Nucleo di coordinamento operativo (N.C.O.), con competenza sull'intero territorio Nazionale.
- tre Nuclei antifrodi carabinieri (N.A.C.), così dislocati:
  - Parma, con competenza sull'Italia settentrionale: Liguria, Piemonte, Valle d'Aosta, Lombardia, Veneto, Trentino-Alto Adige, Friuli-Venezia Giulia ed Emilia-Romagna.
  - Roma, con competenza sull'Italia centrale: Toscana, Umbria, Marche, Abruzzo, Lazio, Molise e Sardegna.
  - Salerno, con competenza areale sull'Italia meridionale: Campania, Puglia, Basilicata, Calabria e Sicilia.

### Tutela agroalimentare
Dal 2024 ha la seguente articolazione:
- Reparto Operativo - Roma
  - Sezione frodi comunitarie
  - Sezione sicurezza agroalimentare
  - Nucleo analisi e banche dati
- 5 Reparti Tutela Agroalimentare e rispettivi Nuclei Taga dipendenti
  - Torino
    - Bergamo

  - Parma
    - Verona

  - Roma
    - Firenze
    - Oristano

  - Salerno
    - Avezzano
    - Bari

  - Messina
    - Reggio Calabria

## Comandanti
- Generale di brigata Luigi Cortellessa[3] (2010-2022)
- Generale di brigata Daniel Melis (dal 17 maggio 2022)[4]